# Eualebra reticulata
Eualebra reticulata är en insektsart som först beskrevs av Henry Fairfield Osborn 1928.  Eualebra reticulata ingår i släktet Eualebra och familjen dvärgstritar. Inga underarter finns listade i Catalogue of Life.